# Biomasa (ekologia)
Biomasa – łączna masa organizmów w danym ekosystemie.
Szacowana biomasa wszystkich organizmów i wirusów w biosferze Ziemi wynosi 550 Gt węgla, przy czym:
- rośliny – 450 Gt C
- bakterie – 70 Gt C
- grzyby – 12 Gt C
- archeony – 7 Gt C
- protisty – 4 Gt C
- zwierzęta – 2 Gt C:
  - stawonogi – 1,2 Gt C:
    - morskie – 1 Gt C
    - lądowe – 0,2 Gt C

  - ryby – 0,7 Gt C
  - pierścienice – 0,2 Gt C
  - mięczaki – 0,2 Gt C
  - parzydełkowce – 0,1 Gt C

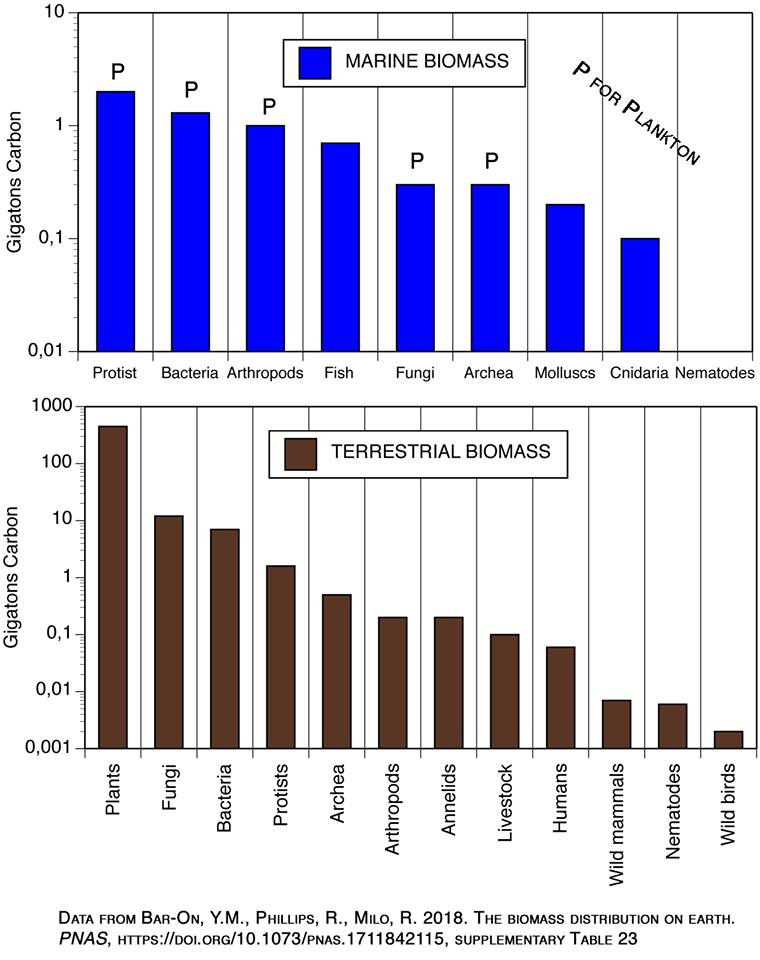
Całkowita biomasa lądowa i morska według formy życia

  - zwierzęta gospodarskie – 0,1 Gt C
  - ludzie – 0,06 Gt C
  - nicienie – 0,02 Gt C
  - dzikie ssaki – 0,007 GtC
  - dzikie ptaki – 0,002 GtC
- wirusy – 0,2 Gt C